# Rod Kafer
Pas d'image ? Cliquez ici

a Compétitions nationales et continentales officielles uniquement.

b Matchs officiels uniquement.
Dernière mise à jour le 1 septembre 2022.
Rodney Bruce Kafer, plus connu comme Rod Kafer, né le 25 juin 1971 à Newcastle (Australie), est un joueur de rugby à XV australien qui a joué 12 matchs avec l'équipe d'Australie entre 1999 et 2000.
Il joue aux postes de centre ou de demi d'ouverture. 

## Carrière

### En équipe nationale
Il a effectué son premier test match le 28 août 1999 contre l'équipe de Nouvelle-Zélande. 
Rod Kafer a disputé deux matches de la Coupe du monde de rugby 1999.

## Palmarès
- Nombre de matchs avec l'Australie : 12
- Sélections par années : 3 en 1999, 9 en 2000
- Vainqueur de la Coupe du monde en 1999
- Vainqueur du Tri-nations en 2000